# Aplocheilichthys moeruensis
Aplocheilichthys moeruensis és una espècie de peix pertanyent a la família dels pecílids.

## Descripció
- Pot arribar a fer 4 cm de llargària màxima.[5][6]

## Hàbitat
És un peix d'aigua dolça, bentopelàgic i de clima tropical (20 °C-26 °C).

## Distribució geogràfica
Es troba a Àfrica: la República Democràtica del Congo, Namíbia, Tanzània i Zàmbia.

## Observacions
És inofensiu per als humans.